# FIF København
El FIF København es un equipo de balonmano de la localidad danesa de Copenhague. Actualmente milita en la HåndboldLigaen. Este equipo pertenece a un club principalmente deidcado a la formación y a su secció femenina, que es una de las más laureadas del país pero al desaparecer el FK København en 2010 el club decidió adquirir su licencia en la máxima categoría del balonmano danés y empezar una nueva aventura en ella, coincidiendo además con el 75 aniversario del club. 